# قتل امینه بولوت
قتل امینه بولوت قتل یک زن ترک در سال ۲۰۱۹ به دست همسر سابقش بود. این جنایت باعث خشم عمومی در ترکیه شد و محکومیت‌هایی علیه خشونت علیه زنان را در پی داشت.
در ۱۸ اوت ۲۰۱۹، فدایی باران، بولوت و دخترشان را در یک کافه در قرقل‌قلعه تعقیب کرد. باران گردن بولوت را با چاقو زد و سپس با یک تاکسی از صحنه گریخت.
ویدئویی نشان می‌دهد که بولوت پس از ضربه چاقو در حالی که گردنش را گرفته، فریاد می‌زند «نمی‌خواهم بمیرم» و دختر ده‌ساله‌اش به او التماس می‌کند که نمیرد. چندی بعد بولوت در بیمارستان جان باخت.

## حادثه
بولوت همراه با دختر ۱۰ ساله‌اش در یک کافه در استان شمال غربی قرقل‌قلعه ناهار می‌خورد. همسر سابقش که باران نام داشت و چهار سال پیش از او طلاق گرفته بود، او را تا کافه تعقیب کرد. در آنجا، بر سر حضانت کودک‌شان با او مشاجره کرد. باران بعداً ادعا کرد که بولوت به او توهین کرده است.
باران با یک چاقو که همراه داشت به بولوت حمله کرد. ویدئویی از لحظات پس از حادثه ضبط شد که نشان می‌دهد بولوت فریاد می‌زند «نمی‌خواهم بمیرم» در حالی که دخترش با گریه می‌گوید: «مامان، لطفاً نمیر!».

## واکنش‌های عمومی
چند روز پس از قتل بولوت، ویدئو در رسانه‌های اجتماعی منتشر شد. بسیاری از کاربران پیام‌هایی با مضمون «ما نمی‌خواهیم بمیریم» به اشتراک گذاشتند و خواستار پایان فوری قتل‌های زنان شدند.
وزارت خانواده، کار و خدمات اجتماعی ترکیه بیانیه‌ای کتبی دربارهٔ این قتل صادر کرد. در این بیانیه اعلام شد که دختر بولوت تحت نظارت روان‌شناس‌های وزارتخانه قرار گرفته است. همچنین اعلام شد که یک وکیل برای پیگیری پرونده باران تعیین شده است.
گلسوم کاو، نماینده سازمان «ما قتل زنان را متوقف خواهیم کرد»، در مصاحبه‌ای با بی‌بی‌سی گفت: «این واقعیت که آخرین فریاد او درخواست برای کشته نشدن بود، نمادی از این است که ما زنان چقدر کم می‌خواهیم. در ترکیه، خواسته ما این است که کشته نشویم. این آخرین فریاد امینه بود و این که کودک او فریاد زد مامان، نمیر… فکر نمی‌کنم هیچ‌کس در جهان بتواند نسبت به آن بی‌تفاوت باشد، صرف‌نظر از دیدگاهش.» طبق گزارش «ما قتل زنان را متوقف خواهیم کرد»، تنها در ماه ژوئیه ۳۱ زن کشته شدند.
افرادی مرتبط با سازمان‌های حقوق بشر در سراسر کشور در همبستگی با او دست به اعتراض زدند.

## محاکمه
دادگاه کیفری قرقل‌قلعه، باران ۴۳ ساله را به جرم «قتل با نیت سوء» مجرم شناخت و او را به حبس ابد محکوم کرد. خبرگزاری رسمی آناتولی گزارش داد که دادگاه درخواست‌های وکیل باران برای تخفیف مجازات را رد کرد. مادر و پدر بولوت، خواهر و برادرهایش، نمایندگان کانون وکلا از ۸۱ استان، نمایندگان سازمان‌های غیردولتی و انجمن‌های زنان در جلسه دوم دادگاه حضور داشتند.
اکرم امام‌اوغلو، شهردار استانبول، در توئیتر خود نوشت: «ما امینه بولوت را به دلیل خشونت مردان از دست دادیم. در مبارزه با خشونت در کنار زنان و کودکان هستیم و به این راه ادامه خواهیم داد.»
باشگاه فوتبال بشیکتاش در پیامی اعلام کرد: «ما در برابر این وحشیگری سکوت نمی‌کنیم. آرزو داریم قتل زنان پایان یابد و عاملان آن با شدیدترین مجازات‌ها محاکمه شوند. ما به این وضعیت عادت نمی‌کنیم و سکوت نخواهیم کرد.»